# Canton du Croisic
Le canton du Croisic est une ancienne division administrative et circonscription électorale française, située dans le département de la Loire-Atlantique (région Pays de la Loire).

## Géographie
Le canton couvre l'ensemble de la presqu'île du Croisic.

## Composition
Les données présentées sont issues des études de l'Insee.
| Nom                    | Code Insee | Intercommunalité                           | Superficie (km2) | Population (dernière pop. légale) | Densité (hab./km2) |
| ---------------------- | ---------- | ------------------------------------------ | ---------------- | --------------------------------- | ------------------ |
| Le Croisic (chef-lieu) | 44049      | CA de la Presqu'île de Guérande Atlantique | 4,50             | 4 024 (2014)                      | 894                |
| Batz-sur-Mer           | 44010      | CA de la Presqu'île de Guérande Atlantique | 9,27             | 2 986 (2014)                      | 322                |
| Le Pouliguen           | 44135      | CA de la Presqu'île de Guérande Atlantique | 4,39             | 4 484 (2014)                      | 1 021              |

## Administration

### Conseillers généraux de 1833 à 2015
| Période         | Période          | Identité                                    | Étiquette        | Qualité |
| --------------- | ---------------- | ------------------------------------------- | ---------------- | --- |
| 1833            | 1848             | Jean-Charles Marie Caillo jeune (1798-1870) |                  | Ancien matelot Propriétaire et négociant au Croisic Commandant la Garde nationale                                                         |
| 1848            | 1852             | Augustin Marie Bonaventure Maillard         |                  | Négociant au Croisic |
| 1852            | 1862             | Gabriel Le Gal                              |                  | Inspecteur des douanes en retraite Maire de Batz (1855-1862)                                                                              |
| 1862            | 1907             | Augustin Maillard                           | Droite royaliste | Propriétaire Sénateur (1897-1920) Maire du Croisic (1871-1908)                                                                            |
| 1907            | 1925             | Philippe Delaroche-Vernet                   | Rad. puis PRS    | Chef de cabinet adjoint du ministre de la Justice Député (1910-1919 et 1924-1928) Maire du Pouliguen (1907-1922)                          |
| 1925            | 1931             | Charles Lemauf                              | Conservateur URD | Propriétaire au Croisic |
| 1931            | 1940 (décès)     | Auguste Masson                              | Rad.             | Ingénieur agricole Maire du Croisic (1928-1940)                                                                                           |
|                 |                  |                                             |                  | |
| 1943            | 1945             | Charles Nourry                              |                  | Maire du Croisic Nommé conseiller départemental en 1943                                                                                   |
|                 |                  |                                             |                  | |
| 1945            | 1948 (décès)     | Charles Nourry                              |                  | Entrepreneur Maire du Croisic (1940-1948)                                                                                                 |
| 1949            | 1958             | Louis Loday                                 | RPF puis DVD     | Boulanger Maire du Pouliguen (1945-1969)                                                                                                  |
| 1958            | 1976             | Jean Clénet                                 | DVD              | Médecin Maire du Croisic (1953-1971) |
| 1976            | 1982             | Félix Monville                              | DVG (app. PS)    | Médecin Maire du Pouliguen (1971-1983) |
| 1982            | 1986 (décès)     | Louis Jaunay                                | RPR              | Retraité Maire du Croisic (1983-1986) |
| 1986            | 1994             | Jean Auffret                                | DVD              | Mareyeur Maire du Croisic (1986-1989) |
| 1994            | 2002 (démission) | Christophe Priou                            | RPR              | Cadre de chambre de commerce et d'industrie Député (2002-2017) Maire du Croisic (1995-2008) Vice-président du conseil général (2001-2002) |
| 13 octobre 2002 | 2015             | Christian Canonne                           | RPR puis UMP     | Entrepreneur Conseiller municipal du Pouliguen (ancien maire de 2001 à 2008)                                                              |

### Conseillers d'arrondissement (de 1833 à 1940)
Le canton du Croisic appartenait à l'arrondissement de Savenay jusqu'en 1868, puis à l'arrondissement de Saint-Nazaire.
| Période | Période | Identité                            | Étiquette | Qualité |
| ------- | ------- | ----------------------------------- | --------- | --- |
| 1833    | 1848    | François Xavier Leblanc (1782-1853) |           | Capitaine de navire, négociant, maire de Batz                                                               |
|         |         |                                     |           | |
| 1904    |         | Emmanuel Provost                    | RG        | Expéditeur de marée au Croisic                                                                              |
|         |         |                                     |           | |
| 1919    |         | Mathurin Toublanc                   |           | |
|         |         |                                     |           | |
| 1934    | 1940    | René Loréal                         | PRS       | Commerçant, conseiller municipal du Croisic                                                                 |
| 1940    |         |                                     |           | Les conseils d'arrondissement ont été suspendus par la loi du 12 octobre 1940 et n'ont jamais été réactivés |

## Démographie
| 1793  | 1800  | 1876  | 1962  | 1968   | 1975   |
| ----- | ----- | ----- | ----- | ------ | ------ |
| 5 507 | 5 564 | 5 852 | 9 963 | 10 167 | 10 755 |

| 1982   | 1990   | 1999   | 2006   | 2007   | 2008   |
| ------ | ------ | ------ | ------ | ------ | ------ |
| 11 286 | 12 074 | 12 593 | 12 646 | 12 470 | 12 393 |

| 2009   | 2010   | 2011   | 2012   | 2013   | 2014   |
| ------ | ------ | ------ | ------ | ------ | ------ |
| 12 130 | 12 100 | 12 071 | 11 880 | 11 691 | 11 494 |